# Tour des Alpes-Maritimes 2024
Le Tour des Alpes-Maritimes 2024 (anciennement Tour des Alpes-Maritimes et du Var) est la 56e édition de cette course cycliste sur route masculine. Il a lieu du 17 au 18 février 2024 en deux étapes de Levens à Vence (Alpes-Maritimes), dans le sud de la France, et fait partie du calendrier UCI Europe Tour 2024 en catégorie 2.1. Le tour est remporté par le Français Benoît Cosnefroy (Décathlon AG2R La Mondiale).

## Présentation
L'épreuve est créée par scission du Tour des Alpes-Maritimes et du Var en deux épreuves, la Classic Var disputée le vendredi et le Tour des Alpes-Maritimes couru le samedi et le dimanche sur deux étapes au lieu de trois précédemment.

### Parcours
Les coureurs partent de Levens pour rallier l'Azur Arena d'Antibes après 165,5 kilomètres d'une première étape au parcours vallonné passant par Tourrettes-sur-Loup, Châteauneuf-Grasse et Valbonne.
La seconde étape longue de 131,8 kilomètres est plus accidentée. Elle part de Villefranche-sur-Mer et rejoint Vence en franchissant successivement les cols d'Èze, de Châteauneuf, de Carros et la montée de la Sine en fin d'étape.

### Équipes
| WorldTeams (5)- Arkéa-B&B Hotels - Cofidis - Decathlon-AG2R La Mondiale - Groupama-FDJ - Team dsm-firmenich PostNL ProTeams (5)- Bingoal WB - Israel-Premier Tech - TotalEnergies - Uno-X Mobility - Corratec-Vini Fantini Équipes continentales (6)- CIC U Nantes Atlantique - Lidl-Trek Future Racing - Lotto Dstny Development Team - Nice Métropole Côte d'Azur - Saint Michel-Mavic-Auber 93 - Van Rysel-Roubaix |
| |

### Favoris
Sont présents Kévin Vauquelin, Romain Bardet, Guillaume Martin, Benoît Cosnefroy, Aurélien Paret-Peintre, Michael Woods, Jakob Fuglsang et Romain Grégoire.

### Diffusion
Les deux étapes sont diffusées par France 3 Côte d'Azur.

## Étapes
| Étape     | Date    | Villes étapes                | type                      | Distance (km) | Dénivelé (m) | Vainqueur d'étape | Leader du classement général |
| --------- | ------- | ---------------------------- | ------------------------- | ------------- | ------------ | ----------------- | ---------------------------- |
| 1re étape | 17 fév. | Levens – Antibes             | étape vallonnée           | 165,5         | 2 655 m      | Ethan Vernon      | Ethan Vernon                 |
| 2e étape  | 18 fév. | Villefranche-sur-Mer – Vence | étape de moyenne montagne | 131,8         | 2 413 m      | Benoît Cosnefroy  | Benoît Cosnefroy             |

## Déroulement de la course

### 1reétape
| \| Classement de l'étape \| Classement de l'étape \| Classement de l'étape \| Classement de l'étape \| Classement de l'étape \| \| Coureur \| Coureur \| Pays \| Équipe \| Temps \| \| --------------------- \| --------------------- \| --------------------- \| ---------------------------- \| --------------------- \| \| 1er \| Ethan Vernon \| Royaume-Uni \| Israel-Premier Tech \| 3 h 55 min 38 s \| \| 2e \| Sean Flynn \| Royaume-Uni \| Team dsm-firmenich PostNL \| + 0 s \| \| 3e \| Vincenzo Albanese \| Italie \| Arkéa-B&B Hotels \| + 0 s \| \| 4e \| Tobias Johannessen \| Norvège \| Uno-X Mobility \| + 0 s \| \| 5e \| Guillaume Boivin \| Canada \| Israel-Premier Tech \| + 0 s \| \| 6e \| Fabian Lienhard \| Suisse \| Groupama-FDJ \| + 0 s \| \| 7e \| Romain Bardet \| France \| Team dsm-firmenich PostNL \| + 0 s \| \| 8e \| Benoît Cosnefroy \| France \| Decathlon-AG2R La Mondiale \| + 0 s \| \| 9e \| Kevin Vermaerke \| États-Unis \| Team dsm-firmenich PostNL \| + 0 s \| \| 10e \| Matys Grisel \| France \| Lotto Dstny Development Team \| + 0 s \| |                    |             |                              |                 |
| |                    |             |                              |                 |
| |                    |             |                              |                 |
| Classement de l'étape |                    |             |                              |                 |
| Coureur | Coureur            | Pays        | Équipe                       | Temps           |
| 1er | Ethan Vernon       | Royaume-Uni | Israel-Premier Tech          | 3 h 55 min 38 s |
| 2e | Sean Flynn         | Royaume-Uni | Team dsm-firmenich PostNL    | + 0 s           |
| 3e | Vincenzo Albanese  | Italie      | Arkéa-B&B Hotels             | + 0 s           |
| 4e | Tobias Johannessen | Norvège     | Uno-X Mobility               | + 0 s           |
| 5e | Guillaume Boivin   | Canada      | Israel-Premier Tech          | + 0 s           |
| 6e | Fabian Lienhard    | Suisse      | Groupama-FDJ                 | + 0 s           |
| 7e | Romain Bardet      | France      | Team dsm-firmenich PostNL    | + 0 s           |
| 8e | Benoît Cosnefroy   | France      | Decathlon-AG2R La Mondiale   | + 0 s           |
| 9e | Kevin Vermaerke    | États-Unis  | Team dsm-firmenich PostNL    | + 0 s           |
| 10e | Matys Grisel       | France      | Lotto Dstny Development Team | + 0 s           |

| \| Classement général \| Classement général \| Classement général \| Classement général \| Classement général \| \| Coureur \| Coureur \| Pays \| Équipe \| Temps \| \| ------------------ \| ---------------------- \| ------------------ \| -------------------------- \| ------------------ \| \| 1er \| Ethan Vernon \| Royaume-Uni \| Israel-Premier Tech \| 3 h 55 min 38 s \| \| 2e \| Sean Flynn \| Royaume-Uni \| Team dsm-firmenich PostNL \| + 4 s \| \| 3e \| Vincenzo Albanese \| Italie \| Arkéa-B&B Hotels \| + 6 s \| \| 4e \| Louis Barré \| France \| Arkéa-B&B Hotels \| + 7 s \| \| 5e \| Andrea Mifsud \| Malte \| Nice Métropole Côte d'Azur \| + 8 s \| \| 6e \| Aurélien Paret-Peintre \| France \| Decathlon-AG2R La Mondiale \| + 9 s \| \| 7e \| Jordan Labrosse \| France \| Decathlon-AG2R La Mondiale \| + 9 s \| \| 8e \| Tobias Johannessen \| Norvège \| Uno-X Mobility \| + 10 s \| \| 9e \| Guillaume Boivin \| Canada \| Israel-Premier Tech \| + 10 s \| \| 10e \| Fabian Lienhard \| Suisse \| Groupama-FDJ \| + 10 s \| |                        |             |                            |                 |
| |                        |             |                            |                 |
| |                        |             |                            |                 |
| Classement général |                        |             |                            |                 |
| Coureur | Coureur                | Pays        | Équipe                     | Temps           |
| 1er | Ethan Vernon           | Royaume-Uni | Israel-Premier Tech        | 3 h 55 min 38 s |
| 2e | Sean Flynn             | Royaume-Uni | Team dsm-firmenich PostNL  | + 4 s           |
| 3e | Vincenzo Albanese      | Italie      | Arkéa-B&B Hotels           | + 6 s           |
| 4e | Louis Barré            | France      | Arkéa-B&B Hotels           | + 7 s           |
| 5e | Andrea Mifsud          | Malte       | Nice Métropole Côte d'Azur | + 8 s           |
| 6e | Aurélien Paret-Peintre | France      | Decathlon-AG2R La Mondiale | + 9 s           |
| 7e | Jordan Labrosse        | France      | Decathlon-AG2R La Mondiale | + 9 s           |
| 8e | Tobias Johannessen     | Norvège     | Uno-X Mobility             | + 10 s          |
| 9e | Guillaume Boivin       | Canada      | Israel-Premier Tech        | + 10 s          |
| 10e | Fabian Lienhard        | Suisse      | Groupama-FDJ               | + 10 s          |

### 2eétape
| \| Classement de l'étape \| Classement de l'étape \| Classement de l'étape \| Classement de l'étape \| Classement de l'étape \| \| Coureur \| Coureur \| Pays \| Équipe \| Temps \| \| --------------------- \| ---------------------- \| --------------------- \| --------------------------- \| --------------------- \| \| 1er \| Benoît Cosnefroy \| France \| Decathlon-AG2R La Mondiale \| 3 h 13 min 45 s \| \| 2e \| Aurélien Paret-Peintre \| France \| Decathlon-AG2R La Mondiale \| + 0 s \| \| 3e \| Vincenzo Albanese \| Italie \| Arkéa-B&B Hotels \| + 0 s \| \| 4e \| Anthony Perez \| France \| Cofidis \| + 0 s \| \| 5e \| Romain Grégoire \| France \| Groupama-FDJ \| + 0 s \| \| 6e \| Jordan Jegat \| France \| TotalEnergies \| + 0 s \| \| 7e \| Bastien Tronchon \| France \| Decathlon-AG2R La Mondiale \| + 0 s \| \| 8e \| Rémi Capron \| France \| Van Rysel-Roubaix \| + 0 s \| \| 9e \| Jonathan Lastra \| Espagne \| Cofidis \| + 0 s \| \| 10e \| Alexandre Delettre \| France \| Saint Michel-Mavic-Auber 93 \| + 0 s \| |                        |         |                             |                 |
| |                        |         |                             |                 |
| |                        |         |                             |                 |
| Classement de l'étape |                        |         |                             |                 |
| Coureur | Coureur                | Pays    | Équipe                      | Temps           |
| 1er | Benoît Cosnefroy       | France  | Decathlon-AG2R La Mondiale  | 3 h 13 min 45 s |
| 2e | Aurélien Paret-Peintre | France  | Decathlon-AG2R La Mondiale  | + 0 s           |
| 3e | Vincenzo Albanese      | Italie  | Arkéa-B&B Hotels            | + 0 s           |
| 4e | Anthony Perez          | France  | Cofidis                     | + 0 s           |
| 5e | Romain Grégoire        | France  | Groupama-FDJ                | + 0 s           |
| 6e | Jordan Jegat           | France  | TotalEnergies               | + 0 s           |
| 7e | Bastien Tronchon       | France  | Decathlon-AG2R La Mondiale  | + 0 s           |
| 8e | Rémi Capron            | France  | Van Rysel-Roubaix           | + 0 s           |
| 9e | Jonathan Lastra        | Espagne | Cofidis                     | + 0 s           |
| 10e | Alexandre Delettre     | France  | Saint Michel-Mavic-Auber 93 | + 0 s           |

## Classements finals

### Classement général final
| \| Classement général \| Classement général \| Classement général \| Classement général \| Classement général \| \| Coureur \| Coureur \| Pays \| Équipe \| Temps \| \| ------------------ \| ---------------------- \| ------------------ \| --------------------------- \| ------------------ \| \| 1er \| Benoît Cosnefroy \| France \| Decathlon-AG2R La Mondiale \| 7 h 09 min 12 s \| \| 2e \| Vincenzo Albanese \| Italie \| Arkéa-B&B Hotels \| + 2 s \| \| 3e \| Aurélien Paret-Peintre \| France \| Decathlon-AG2R La Mondiale \| + 3 s \| \| 4e \| Alexandre Delettre \| France \| Saint Michel-Mavic-Auber 93 \| + 10 s \| \| 5e \| Bastien Tronchon \| France \| Decathlon-AG2R La Mondiale \| + 10 s \| \| 6e \| Kevin Vermaerke \| États-Unis \| Team dsm-firmenich PostNL \| + 10 s \| \| 7e \| Romain Grégoire \| France \| Groupama-FDJ \| + 10 s \| \| 8e \| Guillaume Martin \| France \| Cofidis \| + 10 s \| \| 9e \| Quentin Pacher \| France \| Groupama-FDJ \| + 10 s \| \| 10e \| Michael Woods \| Canada \| Israel-Premier Tech \| + 10 s \| |                        |            |                             |                 |
| |                        |            |                             |                 |
| Source : ProCyclingStats |                        |            |                             |                 |
| Classement général |                        |            |                             |                 |
| Coureur | Coureur                | Pays       | Équipe                      | Temps           |
| 1er | Benoît Cosnefroy       | France     | Decathlon-AG2R La Mondiale  | 7 h 09 min 12 s |
| 2e | Vincenzo Albanese      | Italie     | Arkéa-B&B Hotels            | + 2 s           |
| 3e | Aurélien Paret-Peintre | France     | Decathlon-AG2R La Mondiale  | + 3 s           |
| 4e | Alexandre Delettre     | France     | Saint Michel-Mavic-Auber 93 | + 10 s          |
| 5e | Bastien Tronchon       | France     | Decathlon-AG2R La Mondiale  | + 10 s          |
| 6e | Kevin Vermaerke        | États-Unis | Team dsm-firmenich PostNL   | + 10 s          |
| 7e | Romain Grégoire        | France     | Groupama-FDJ                | + 10 s          |
| 8e | Guillaume Martin       | France     | Cofidis                     | + 10 s          |
| 9e | Quentin Pacher         | France     | Groupama-FDJ                | + 10 s          |
| 10e | Michael Woods          | Canada     | Israel-Premier Tech         | + 10 s          |

### Classements annexes
| Classement par points | Classement par points  | Classement par points | Classement par points       | Classement par points |
| Coureur               | Coureur                | Pays                  | Équipe                      | Points                |
| --------------------- | ---------------------- | --------------------- | --------------------------- | --------------------- |
| 1er                   | Benoît Cosnefroy       | France                | Decathlon-AG2R La Mondiale  | 20 pts                |
| 2e                    | Ethan Vernon           | Royaume-Uni           | Israel-Premier Tech         | 20 pts                |
| 3e                    | Vincenzo Albanese      | Italie                | Arkéa-B&B Hotels            | 16 pts                |
| 4e                    | Aurélien Paret-Peintre | France                | Decathlon-AG2R La Mondiale  | 14 pts                |
| 5e                    | Sean Flynn             | Royaume-Uni           | Team dsm-firmenich PostNL   | 12 pts                |
| 6e                    | Morne van Niekerk      | Afrique du Sud        | Saint Michel-Mavic-Auber 93 | 10 pts                |
| 7e                    | Louis Barré            | France                | Arkéa-B&B Hotels            | 6 pts                 |
| 8e                    | Ewen Costiou           | France                | Arkéa-B&B Hotels            | 6 pts                 |
| 9e                    | Matteo Milan           | Italie                | Lidl-Trek Future Racing     | 6 pts                 |
| 10e                   | Anthony Perez          | France                | Cofidis                     | 6 pts                 |

| Classement par points | Classement par points  | Classement par points | Classement par points       | Classement par points |
| Coureur               | Coureur                | Pays                  | Équipe                      | Points                |
| --------------------- | ---------------------- | --------------------- | --------------------------- | --------------------- |
| 1er                   | Benoît Cosnefroy       | France                | Decathlon-AG2R La Mondiale  | 20 pts                |
| 2e                    | Ethan Vernon           | Royaume-Uni           | Israel-Premier Tech         | 20 pts                |
| 3e                    | Vincenzo Albanese      | Italie                | Arkéa-B&B Hotels            | 16 pts                |
| 4e                    | Aurélien Paret-Peintre | France                | Decathlon-AG2R La Mondiale  | 14 pts                |
| 5e                    | Sean Flynn             | Royaume-Uni           | Team dsm-firmenich PostNL   | 12 pts                |
| 6e                    | Morne van Niekerk      | Afrique du Sud        | Saint Michel-Mavic-Auber 93 | 10 pts                |
| 7e                    | Louis Barré            | France                | Arkéa-B&B Hotels            | 6 pts                 |
| 8e                    | Ewen Costiou           | France                | Arkéa-B&B Hotels            | 6 pts                 |
| 9e                    | Matteo Milan           | Italie                | Lidl-Trek Future Racing     | 6 pts                 |
| 10e                   | Anthony Perez          | France                | Cofidis                     | 6 pts                 |

| Classement de la montagne | Classement de la montagne | Classement de la montagne | Classement de la montagne  | Classement de la montagne |
| Coureur                   | Coureur                   | Pays                      | Équipe                     | Points                    |
| ------------------------- | ------------------------- | ------------------------- | -------------------------- | ------------------------- |
| 1er                       | Mattéo Vercher            | France                    | TotalEnergies              | 23 pts                    |
| 2e                        | Melvin Crommelinck        | France                    | Nice Métropole Côte d'Azur | 18 pts                    |
| 3e                        | Axel Narbonne-Zuccarelli  | France                    | Nice Métropole Côte d'Azur | 17 pts                    |
| 4e                        | Jordan Labrosse           | France                    | Decathlon-AG2R La Mondiale | 16 pts                    |
| 5e                        | Maxime Jarnet             | France                    | Van Rysel-Roubaix          | 14 pts                    |
| 6e                        | Noah Detalle              | Belgique                  | Bingoal WB Devo Team       | 12 pts                    |
| 7e                        | Ewen Costiou              | France                    | Arkéa-B&B Hotels           | 10 pts                    |
| 8e                        | Jakob Fuglsang            | Danemark                  | Israel-Premier Tech        | 8 pts                     |
| 9e                        | Bastien Tronchon          | France                    | Decathlon-AG2R La Mondiale | 6 pts                     |
| 10e                       | Romain Bardet             | France                    | Team dsm-firmenich PostNL  | 4 pts                     |

| Classement de la montagne | Classement de la montagne | Classement de la montagne | Classement de la montagne  | Classement de la montagne |
| Coureur                   | Coureur                   | Pays                      | Équipe                     | Points                    |
| ------------------------- | ------------------------- | ------------------------- | -------------------------- | ------------------------- |
| 1er                       | Mattéo Vercher            | France                    | TotalEnergies              | 23 pts                    |
| 2e                        | Melvin Crommelinck        | France                    | Nice Métropole Côte d'Azur | 18 pts                    |
| 3e                        | Axel Narbonne-Zuccarelli  | France                    | Nice Métropole Côte d'Azur | 17 pts                    |
| 4e                        | Jordan Labrosse           | France                    | Decathlon-AG2R La Mondiale | 16 pts                    |
| 5e                        | Maxime Jarnet             | France                    | Van Rysel-Roubaix          | 14 pts                    |
| 6e                        | Noah Detalle              | Belgique                  | Bingoal WB Devo Team       | 12 pts                    |
| 7e                        | Ewen Costiou              | France                    | Arkéa-B&B Hotels           | 10 pts                    |
| 8e                        | Jakob Fuglsang            | Danemark                  | Israel-Premier Tech        | 8 pts                     |
| 9e                        | Bastien Tronchon          | France                    | Decathlon-AG2R La Mondiale | 6 pts                     |
| 10e                       | Romain Bardet             | France                    | Team dsm-firmenich PostNL  | 4 pts                     |

| Classement du meilleur jeune | Classement du meilleur jeune | Classement du meilleur jeune | Classement du meilleur jeune | Classement du meilleur jeune |
| Coureur                      | Coureur                      | Pays                         | Équipe                       | Temps                        |
| ---------------------------- | ---------------------------- | ---------------------------- | ---------------------------- | ---------------------------- |
| 1er                          | Bastien Tronchon             | France                       | Decathlon-AG2R La Mondiale   | 7 h 09 min 22 s              |
| 2e                           | Kevin Vermaerke              | États-Unis                   | Team dsm-firmenich PostNL    | + 0 s                        |
| 3e                           | Romain Grégoire              | France                       | Groupama-FDJ                 | + 0 s                        |
| 4e                           | Louis Barré                  | France                       | Arkéa-B&B Hotels             | + 4 s                        |
| 5e                           | Ewen Costiou                 | France                       | Arkéa-B&B Hotels             | + 4 s                        |
| 6e                           | Kévin Vauquelin              | France                       | Arkéa-B&B Hotels             | + 7 s                        |
| 7e                           | Rémi Capron                  | France                       | Van Rysel-Roubaix            | + 17 s                       |
| 8e                           | Jordan Labrosse              | France                       | Decathlon-AG2R La Mondiale   | + 48 s                       |
| 9e                           | Joris Delbove                | France                       | Saint Michel-Mavic-Auber 93  | + 59 s                       |
| 10e                          | Robin Orins                  | Belgique                     | Lotto Dstny Development Team | + 1 min 12 s                 |

| Classement du meilleur jeune | Classement du meilleur jeune | Classement du meilleur jeune | Classement du meilleur jeune | Classement du meilleur jeune |
| Coureur                      | Coureur                      | Pays                         | Équipe                       | Temps                        |
| ---------------------------- | ---------------------------- | ---------------------------- | ---------------------------- | ---------------------------- |
| 1er                          | Bastien Tronchon             | France                       | Decathlon-AG2R La Mondiale   | 7 h 09 min 22 s              |
| 2e                           | Kevin Vermaerke              | États-Unis                   | Team dsm-firmenich PostNL    | + 0 s                        |
| 3e                           | Romain Grégoire              | France                       | Groupama-FDJ                 | + 0 s                        |
| 4e                           | Louis Barré                  | France                       | Arkéa-B&B Hotels             | + 4 s                        |
| 5e                           | Ewen Costiou                 | France                       | Arkéa-B&B Hotels             | + 4 s                        |
| 6e                           | Kévin Vauquelin              | France                       | Arkéa-B&B Hotels             | + 7 s                        |
| 7e                           | Rémi Capron                  | France                       | Van Rysel-Roubaix            | + 17 s                       |
| 8e                           | Jordan Labrosse              | France                       | Decathlon-AG2R La Mondiale   | + 48 s                       |
| 9e                           | Joris Delbove                | France                       | Saint Michel-Mavic-Auber 93  | + 59 s                       |
| 10e                          | Robin Orins                  | Belgique                     | Lotto Dstny Development Team | + 1 min 12 s                 |

| Classement par équipes | Classement par équipes      | Classement par équipes | Classement par équipes |
| Équipe                 | Équipe                      | Pays                   | Temps                  |
| ---------------------- | --------------------------- | ---------------------- | ---------------------- |
| 1re                    | Decathlon-AG2R La Mondiale  | France                 | 21 h 28 min 06 s       |
| 2e                     | Groupama-FDJ                | France                 | + 0 s                  |
| 3e                     | Cofidis                     | France                 | + 14 s                 |
| 4e                     | Arkéa-B&B Hotels            | France                 | + 14 s                 |
| 5e                     | TotalEnergies               | France                 | + 1 min 12 s           |
| 6e                     | Israel-Premier Tech         | Israël                 | + 1 min 21 s           |
| 7e                     | Saint Michel-Mavic-Auber 93 | France                 | + 2 min 27 s           |
| 8e                     | Bingoal WB                  | Belgique               | + 3 min 23 s           |
| 9e                     | CIC U Nantes Atlantique     | France                 | + 4 min 38 s           |
| 10e                    | Team dsm-firmenich PostNL   | Pays-Bas               | + 4 min 51 s           |

| Classement par équipes | Classement par équipes      | Classement par équipes | Classement par équipes |
| Équipe                 | Équipe                      | Pays                   | Temps                  |
| ---------------------- | --------------------------- | ---------------------- | ---------------------- |
| 1re                    | Decathlon-AG2R La Mondiale  | France                 | 21 h 28 min 06 s       |
| 2e                     | Groupama-FDJ                | France                 | + 0 s                  |
| 3e                     | Cofidis                     | France                 | + 14 s                 |
| 4e                     | Arkéa-B&B Hotels            | France                 | + 14 s                 |
| 5e                     | TotalEnergies               | France                 | + 1 min 12 s           |
| 6e                     | Israel-Premier Tech         | Israël                 | + 1 min 21 s           |
| 7e                     | Saint Michel-Mavic-Auber 93 | France                 | + 2 min 27 s           |
| 8e                     | Bingoal WB                  | Belgique               | + 3 min 23 s           |
| 9e                     | CIC U Nantes Atlantique     | France                 | + 4 min 38 s           |
| 10e                    | Team dsm-firmenich PostNL   | Pays-Bas               | + 4 min 51 s           |

### Classement UCI
La course attribue des points aux coureurs pour le Classement mondial UCI 2024 selon le barème suivant :
| Position           | 1er | 2e | 3e | 4e | 5e | 6e | 7e | 8e | 9e | 10e | 11e | 12e | 13e à 15e | 16e à 25e |
| Classement général | 125 | 85 | 70 | 60 | 50 | 40 | 35 | 30 | 25 | 20  | 15  | 10  | 5         | 3         |
| Par étape          | 14  | 5  | 3  |    |    |    |    |    |    |     |     |     |           |           |
| Leader, par étape  | 3   |    |    |    |    |    |    |    |    |     |     |     |           |           |

## Évolution des classements
| Étape              | Vainqueur          | Classement général | Classement par points | Classement de la montagne | Classement du meilleur jeune | Classement par équipes     |
| ------------------ | ------------------ | ------------------ | --------------------- | ------------------------- | ---------------------------- | -------------------------- |
| 1                  | Ethan Vernon       | Ethan Vernon       | Ethan Vernon          | Jordan Labrosse           | Ethan Vernon                 | dsm-firmenich PostNL       |
| 2                  | Benoît Cosnefroy   | Benoît Cosnefroy   | Benoît Cosnefroy      | Mattéo Vercher            | Bastien Tronchon             | Decathlon AG2R La Mondiale |
| Classements finals | Classements finals | Benoît Cosnefroy   | Benoît Cosnefroy      | Mattéo Vercher            | Bastien Tronchon             | Decathlon AG2R La Mondiale |

## Liste des participants
| Légende                             | Légende                                                                                                  | Légende                                | Légende                                                                                         |
| ----------------------------------- | --- | -------------------------------------- | ----------------------------------------------------------------------------------------------- |
| Num                                 | Dossard de départ porté par le coureur sur ce Tour des Alpes-Maritimes                                   | Pos                                    | Position finale au classement général                                                           |
| Leader du classement général        | Indique le vainqueur du classement général                                                               | Leader du classement par points        | Indique le vainqueur du classement par points                                                   |
| Leader du classement de la montagne | Indique le vainqueur du classement de la montagne                                                        | Leader du classement du meilleur jeune | Indique le vainqueur du classement du meilleur jeune                                            |
|                                     | Indique un maillot de champion national ou mondial, suivi de sa spécialité                               | #                                      | Indique la meilleure équipe                                                                     |
| NP                                  | Indique un coureur qui n'a pas pris le départ d'une étape, suivi du numéro de l'étape où il s'est retiré | AB                                     | Indique un coureur qui n'a pas terminé une étape, suivi du numéro de l'étape où il s'est retiré |
| HD                                  | Indique un coureur qui a terminé une étape hors des délais, suivi du numéro de l'étape                   | DSQ                                    | Indique un coureur qui a été disqualifié de la course, suivi du numéro de l'étape               |
| *                                   | Indique un coureur en lice pour le classement du meilleur jeune (coureurs nés après le 1er janvier 1998) |                                        |                                                                                                 |

| Arkéa-B&B Hotels ARK | Arkéa-B&B Hotels ARK    | Arkéa-B&B Hotels ARK |
| -------------------- | ----------------------- | -------------------- |
| Num                  | Coureur                 | Pos                  |
| 1                    | Kévin Vauquelin (FRA)   | 19e                  |
| 2                    | Vincenzo Albanese (ITA) | 2e                   |
| 3                    | Louis Barré (FRA)       | 14e                  |
| 4                    | Ewen Costiou (FRA)      | 15e                  |
| 5                    | Simon Guglielmi (FRA)   | 37e                  |
| 6                    | Kévin Ledanois (FRA)    | 54e                  |
| 7                    | Louis Rouland (FRA)     | 53e                  |

| Israel-Premier Tech IPT | Israel-Premier Tech IPT | Israel-Premier Tech IPT |
| ----------------------- | ----------------------- | ----------------------- |
| Num                     | Coureur                 | Pos                     |
| 11                      | Michael Woods (CAN)     | 10e                     |
| 12                      | Dylan Teuns (BEL)       | 21e                     |
| 13                      | Ethan Vernon (GBR)      | 68e                     |
| 14                      | Krists Neilands (LAT)   | 31e                     |
| 15                      | Hugo Houle (CAN)        | 65e                     |
| 16                      | Jakob Fuglsang (DEN)    | 47e                     |
| 17                      | Guillaume Boivin (CAN)  | 32e                     |

| Groupama-FDJ GFC | Groupama-FDJ GFC        | Groupama-FDJ GFC |
| ---------------- | ----------------------- | ---------------- |
| Num              | Coureur                 | Pos              |
| 21               | Romain Grégoire (FRA)   | 7e               |
| 22               | Kevin Geniets (LUX)     | 12e              |
| 23               | Quentin Pacher (FRA)    | 9e               |
| 24               | Cyril Barthe (FRA)      | 64e              |
| 25               | Fabian Lienhard (SUI)   | 69e              |
| 26               | Lars van den Berg (NED) | 51e              |
| 27               | Jens Verbrugghe (BEL)   | AB-1             |

| Cofidis COF | Cofidis COF            | Cofidis COF |
| ----------- | ---------------------- | ----------- |
| Num         | Coureur                | Pos         |
| 31          | Guillaume Martin (FRA) | 8e          |
| 32          | Anthony Perez (FRA)    | 16e         |
| 33          | Gorka Izagirre (ESP)   | 41e         |
| 34          | Axel Mariault (FRA)    | 22e         |
| 35          | Jonathan Lastra (ESP)  | 20e         |
| 36          | Simon Geschke (GER)    | 67e         |
| 37          | Thomas Champion (FRA)  | 49e         |

| Team dsm-firmenich PostNL DFP | Team dsm-firmenich PostNL DFP | Team dsm-firmenich PostNL DFP |
| ----------------------------- | ----------------------------- | ----------------------------- |
| Num                           | Coureur                       | Pos                           |
| 41                            | Romain Bardet (FRA)           | 11e                           |
| 42                            | Kevin Vermaerke (USA)         | 6e                            |
| 43                            | Chris Hamilton (AUS)          | 48e                           |
| 44                            | Sean Flynn (GBR)              | 44e                           |
| 45                            | Romain Combaud (FRA)          | 66e                           |
| 46                            | Vlad Van Mechelen (BEL)       | AB-2                          |

| Lotto Dstny Development Team LDD | Lotto Dstny Development Team LDD | Lotto Dstny Development Team LDD |
| -------------------------------- | -------------------------------- | -------------------------------- |
| Num                              | Coureur                          | Pos                              |
| 51                               | Axel De Lie (BEL)                | AB-2                             |
| 52                               | Steffen De Schuyteneer (BEL)     | 40e                              |
| 53                               | Matys Grisel (FRA)               | HD-2                             |
| 54                               | Robin Orins (BEL)                | 27e                              |

| Decathlon-AG2R La Mondiale DAT | Decathlon-AG2R La Mondiale DAT | Decathlon-AG2R La Mondiale DAT |
| ------------------------------ | ------------------------------ | ------------------------------ |
| Num                            | Coureur                        | Pos                            |
| 61                             | Aurélien Paret-Peintre (FRA)   | 3e                             |
| 62                             | Benoît Cosnefroy (FRA)         | 1er                            |
| 63                             | Nans Peters (FRA)              | AB-2                           |
| 64                             | Lawrence Warbasse (USA)        | 46e                            |
| 65                             | Bastien Tronchon (FRA)         | 5e                             |
| 66                             | Jordan Labrosse (FRA)          | 25e                            |
| 67                             | Jaakko Hänninen (FIN)          | 50e                            |

| Uno-X Mobility UXM | Uno-X Mobility UXM             | Uno-X Mobility UXM |
| ------------------ | ------------------------------ | ------------------ |
| Num                | Coureur                        | Pos                |
| 71                 | Tobias Johannessen (NOR)       | AB-2               |
| 72                 | Fredrik Dversnes (NOR) (route) | 76e                |
| 73                 | Ådne Holter (NOR)              | 84e                |
| 74                 | Simon Dalby (DEN)              | 77e                |
| 75                 | Anders Johannessen (NOR)       | 89e                |
| 76                 | Jonas Iversby Hvideberg (NOR)  | 78e                |
| 77                 | Magnus Kulset (NOR)            | 60e                |

| Lidl-Trek Future Racing LTF | Lidl-Trek Future Racing LTF | Lidl-Trek Future Racing LTF |
| --------------------------- | --------------------------- | --------------------------- |
| Num                         | Coureur                     | Pos                         |
| 81                          | Mats Wenzel (LUX)           | NP-1                        |
| 82                          | Cole Kessler (USA)          | 73e                         |
| 83                          | Martin Pedersen (DEN)       | 92e                         |
| 84                          | Nils Aebersold (SUI)        | 83e                         |
| 85                          | Louis Leidert (GER)         | 74e                         |
| 86                          | Matteo Milan (ITA)          | 61e                         |
| 87                          | Liam O'Brien (IRL)          | 59e                         |

| Team Corratec-Vini Fantini COR | Team Corratec-Vini Fantini COR | Team Corratec-Vini Fantini COR |
| ------------------------------ | ------------------------------ | ------------------------------ |
| Num                            | Coureur                        | Pos                            |
| 91                             | Kristian Sbaragli (ITA)        | 35e                            |
| 92                             | Niccolò Bonifazio (ITA)        | 71e                            |
| 93                             | Antoine Debons (SUI)           | 90e                            |
| 94                             | Etienne van Empel (NED)        | 87e                            |
| 95                             | Simone Olivero (ITA)           | AB-1                           |
| 96                             | Matteo Amella (ITA)            | 91e                            |
| 97                             | Alessandro Iacchi (ITA)        | 86e                            |

| Bingoal WB BWB | Bingoal WB BWB            | Bingoal WB BWB |
| -------------- | ------------------------- | -------------- |
| Num            | Coureur                   | Pos            |
| 101            | Marco Tizza (ITA)         | 23e            |
| 102            | Davide Persico (ITA)      | NP-1           |
| 103            | Floris De Tier (BEL)      | 30e            |
| 104            | Aaron Van der Beken (BEL) | 39e            |
| 105            | Louka Matthys (BEL)       | 34e            |
| 106            | Noah Detalle (BEL)        | 82e            |
| 107            | Gaëtan Verleyen (BEL)     | AB-1           |

| Nice Métropole Côte d'Azur NMC | Nice Métropole Côte d'Azur NMC | Nice Métropole Côte d'Azur NMC |
| ------------------------------ | ------------------------------ | ------------------------------ |
| Num                            | Coureur                        | Pos                            |
| 111                            | Paul Hennequin (FRA)           | AB-1                           |
| 112                            | Melvin Crommelinck (FRA)       | 62e                            |
| 113                            | Jonathan Couanon (FRA)         | 42e                            |
| 114                            | Axel Narbonne-Zuccarelli (FRA) | 79e                            |
| 115                            | Andrea Mifsud                  | 35e                            |
| 116                            | Jean-Louis Le Ny (FRA)         | 38e                            |
| 117                            | Alexandre Léonien (FRA)        | AB-1                           |

| Van Rysel-Roubaix VRR | Van Rysel-Roubaix VRR    | Van Rysel-Roubaix VRR |
| --------------------- | ------------------------ | --------------------- |
| Num                   | Coureur                  | Pos                   |
| 121                   | Maxime Jarnet (FRA)      | 52e                   |
| 122                   | Célestin Guillon (FRA)   | AB-1                  |
| 123                   | Valentin Tabellion (FRA) | AB-2                  |
| 124                   | Thomas Boudat (FRA)      | HD-2                  |
| 125                   | Kenny Molly (BEL)        | NP-2                  |
| 126                   | Rémi Capron (FRA)        | 24e                   |

| TotalEnergies TEN | TotalEnergies TEN        | TotalEnergies TEN |
| ----------------- | ------------------------ | ----------------- |
| Num               | Coureur                  | Pos               |
| 131               | Mathieu Burgaudeau (FRA) | 29e               |
| 132               | Steff Cras (BEL)         | 18e               |
| 133               | Jordan Jegat (FRA)       | 17e               |
| 134               | Alexis Vuillermoz (FRA)  | 28e               |
| 135               | Alan Jousseaume (FRA)    | 55e               |
| 136               | Fabien Grellier (FRA)    | 88e               |
| 137               | Mattéo Vercher (FRA)     | 45e               |

| Saint Michel-Mavic-Auber 93 AUB | Saint Michel-Mavic-Auber 93 AUB | Saint Michel-Mavic-Auber 93 AUB |
| ------------------------------- | ------------------------------- | ------------------------------- |
| Num                             | Coureur                         | Pos                             |
| 141                             | Romain Cardis (FRA)             | 85e                             |
| 142                             | Joris Delbove (FRA)             | 26e                             |
| 143                             | Alexandre Delettre (FRA)        | 4e                              |
| 144                             | Dillon Corkery (IRL)            | 72e                             |
| 145                             | Morne van Niekerk (RSA)         | 58e                             |
| 146                             | Théo Delacroix (FRA)            | 56e                             |
| 147                             | Nicolas Breuillard (FRA)        | 33e                             |

| CIC U Nantes Atlantique UCN | CIC U Nantes Atlantique UCN | CIC U Nantes Atlantique UCN |
| --------------------------- | --------------------------- | --------------------------- |
| Num                         | Coureur                     | Pos                         |
| 151                         | Clément Braz Afonso (FRA)   | 13e                         |
| 152                         | Artus Jaladeau (FRA)        | 57e                         |
| 153                         | Pierre-Henry Basset (FRA)   | 80e                         |
| 154                         | Léo Danès (FRA)             | 70e                         |
| 155                         | Maël Guégan (FRA)           | 81e                         |
| 156                         | Robin Plamondon (CAN)       | 43e                         |
| 157                         | Matisse Julien (CAN)        | 75e                         |

| Arkéa-B&B Hotels ARK | Arkéa-B&B Hotels ARK    | Arkéa-B&B Hotels ARK |
| -------------------- | ----------------------- | -------------------- |
| Num                  | Coureur                 | Pos                  |
| 1                    | Kévin Vauquelin (FRA)   | 19e                  |
| 2                    | Vincenzo Albanese (ITA) | 2e                   |
| 3                    | Louis Barré (FRA)       | 14e                  |
| 4                    | Ewen Costiou (FRA)      | 15e                  |
| 5                    | Simon Guglielmi (FRA)   | 37e                  |
| 6                    | Kévin Ledanois (FRA)    | 54e                  |
| 7                    | Louis Rouland (FRA)     | 53e                  |

| Israel-Premier Tech IPT | Israel-Premier Tech IPT | Israel-Premier Tech IPT |
| ----------------------- | ----------------------- | ----------------------- |
| Num                     | Coureur                 | Pos                     |
| 11                      | Michael Woods (CAN)     | 10e                     |
| 12                      | Dylan Teuns (BEL)       | 21e                     |
| 13                      | Ethan Vernon (GBR)      | 68e                     |
| 14                      | Krists Neilands (LAT)   | 31e                     |
| 15                      | Hugo Houle (CAN)        | 65e                     |
| 16                      | Jakob Fuglsang (DEN)    | 47e                     |
| 17                      | Guillaume Boivin (CAN)  | 32e                     |

| Groupama-FDJ GFC | Groupama-FDJ GFC        | Groupama-FDJ GFC |
| ---------------- | ----------------------- | ---------------- |
| Num              | Coureur                 | Pos              |
| 21               | Romain Grégoire (FRA)   | 7e               |
| 22               | Kevin Geniets (LUX)     | 12e              |
| 23               | Quentin Pacher (FRA)    | 9e               |
| 24               | Cyril Barthe (FRA)      | 64e              |
| 25               | Fabian Lienhard (SUI)   | 69e              |
| 26               | Lars van den Berg (NED) | 51e              |
| 27               | Jens Verbrugghe (BEL)   | AB-1             |

| Cofidis COF | Cofidis COF            | Cofidis COF |
| ----------- | ---------------------- | ----------- |
| Num         | Coureur                | Pos         |
| 31          | Guillaume Martin (FRA) | 8e          |
| 32          | Anthony Perez (FRA)    | 16e         |
| 33          | Gorka Izagirre (ESP)   | 41e         |
| 34          | Axel Mariault (FRA)    | 22e         |
| 35          | Jonathan Lastra (ESP)  | 20e         |
| 36          | Simon Geschke (GER)    | 67e         |
| 37          | Thomas Champion (FRA)  | 49e         |

| Team dsm-firmenich PostNL DFP | Team dsm-firmenich PostNL DFP | Team dsm-firmenich PostNL DFP |
| ----------------------------- | ----------------------------- | ----------------------------- |
| Num                           | Coureur                       | Pos                           |
| 41                            | Romain Bardet (FRA)           | 11e                           |
| 42                            | Kevin Vermaerke (USA)         | 6e                            |
| 43                            | Chris Hamilton (AUS)          | 48e                           |
| 44                            | Sean Flynn (GBR)              | 44e                           |
| 45                            | Romain Combaud (FRA)          | 66e                           |
| 46                            | Vlad Van Mechelen (BEL)       | AB-2                          |

| Lotto Dstny Development Team LDD | Lotto Dstny Development Team LDD | Lotto Dstny Development Team LDD |
| -------------------------------- | -------------------------------- | -------------------------------- |
| Num                              | Coureur                          | Pos                              |
| 51                               | Axel De Lie (BEL)                | AB-2                             |
| 52                               | Steffen De Schuyteneer (BEL)     | 40e                              |
| 53                               | Matys Grisel (FRA)               | HD-2                             |
| 54                               | Robin Orins (BEL)                | 27e                              |

| Decathlon-AG2R La Mondiale DAT | Decathlon-AG2R La Mondiale DAT | Decathlon-AG2R La Mondiale DAT |
| ------------------------------ | ------------------------------ | ------------------------------ |
| Num                            | Coureur                        | Pos                            |
| 61                             | Aurélien Paret-Peintre (FRA)   | 3e                             |
| 62                             | Benoît Cosnefroy (FRA)         | 1er                            |
| 63                             | Nans Peters (FRA)              | AB-2                           |
| 64                             | Lawrence Warbasse (USA)        | 46e                            |
| 65                             | Bastien Tronchon (FRA)         | 5e                             |
| 66                             | Jordan Labrosse (FRA)          | 25e                            |
| 67                             | Jaakko Hänninen (FIN)          | 50e                            |

| Uno-X Mobility UXM | Uno-X Mobility UXM             | Uno-X Mobility UXM |
| ------------------ | ------------------------------ | ------------------ |
| Num                | Coureur                        | Pos                |
| 71                 | Tobias Johannessen (NOR)       | AB-2               |
| 72                 | Fredrik Dversnes (NOR) (route) | 76e                |
| 73                 | Ådne Holter (NOR)              | 84e                |
| 74                 | Simon Dalby (DEN)              | 77e                |
| 75                 | Anders Johannessen (NOR)       | 89e                |
| 76                 | Jonas Iversby Hvideberg (NOR)  | 78e                |
| 77                 | Magnus Kulset (NOR)            | 60e                |

| Lidl-Trek Future Racing LTF | Lidl-Trek Future Racing LTF | Lidl-Trek Future Racing LTF |
| --------------------------- | --------------------------- | --------------------------- |
| Num                         | Coureur                     | Pos                         |
| 81                          | Mats Wenzel (LUX)           | NP-1                        |
| 82                          | Cole Kessler (USA)          | 73e                         |
| 83                          | Martin Pedersen (DEN)       | 92e                         |
| 84                          | Nils Aebersold (SUI)        | 83e                         |
| 85                          | Louis Leidert (GER)         | 74e                         |
| 86                          | Matteo Milan (ITA)          | 61e                         |
| 87                          | Liam O'Brien (IRL)          | 59e                         |

| Team Corratec-Vini Fantini COR | Team Corratec-Vini Fantini COR | Team Corratec-Vini Fantini COR |
| ------------------------------ | ------------------------------ | ------------------------------ |
| Num                            | Coureur                        | Pos                            |
| 91                             | Kristian Sbaragli (ITA)        | 35e                            |
| 92                             | Niccolò Bonifazio (ITA)        | 71e                            |
| 93                             | Antoine Debons (SUI)           | 90e                            |
| 94                             | Etienne van Empel (NED)        | 87e                            |
| 95                             | Simone Olivero (ITA)           | AB-1                           |
| 96                             | Matteo Amella (ITA)            | 91e                            |
| 97                             | Alessandro Iacchi (ITA)        | 86e                            |

| Bingoal WB BWB | Bingoal WB BWB            | Bingoal WB BWB |
| -------------- | ------------------------- | -------------- |
| Num            | Coureur                   | Pos            |
| 101            | Marco Tizza (ITA)         | 23e            |
| 102            | Davide Persico (ITA)      | NP-1           |
| 103            | Floris De Tier (BEL)      | 30e            |
| 104            | Aaron Van der Beken (BEL) | 39e            |
| 105            | Louka Matthys (BEL)       | 34e            |
| 106            | Noah Detalle (BEL)        | 82e            |
| 107            | Gaëtan Verleyen (BEL)     | AB-1           |

| Nice Métropole Côte d'Azur NMC | Nice Métropole Côte d'Azur NMC | Nice Métropole Côte d'Azur NMC |
| ------------------------------ | ------------------------------ | ------------------------------ |
| Num                            | Coureur                        | Pos                            |
| 111                            | Paul Hennequin (FRA)           | AB-1                           |
| 112                            | Melvin Crommelinck (FRA)       | 62e                            |
| 113                            | Jonathan Couanon (FRA)         | 42e                            |
| 114                            | Axel Narbonne-Zuccarelli (FRA) | 79e                            |
| 115                            | Andrea Mifsud                  | 35e                            |
| 116                            | Jean-Louis Le Ny (FRA)         | 38e                            |
| 117                            | Alexandre Léonien (FRA)        | AB-1                           |

| Van Rysel-Roubaix VRR | Van Rysel-Roubaix VRR    | Van Rysel-Roubaix VRR |
| --------------------- | ------------------------ | --------------------- |
| Num                   | Coureur                  | Pos                   |
| 121                   | Maxime Jarnet (FRA)      | 52e                   |
| 122                   | Célestin Guillon (FRA)   | AB-1                  |
| 123                   | Valentin Tabellion (FRA) | AB-2                  |
| 124                   | Thomas Boudat (FRA)      | HD-2                  |
| 125                   | Kenny Molly (BEL)        | NP-2                  |
| 126                   | Rémi Capron (FRA)        | 24e                   |

| TotalEnergies TEN | TotalEnergies TEN        | TotalEnergies TEN |
| ----------------- | ------------------------ | ----------------- |
| Num               | Coureur                  | Pos               |
| 131               | Mathieu Burgaudeau (FRA) | 29e               |
| 132               | Steff Cras (BEL)         | 18e               |
| 133               | Jordan Jegat (FRA)       | 17e               |
| 134               | Alexis Vuillermoz (FRA)  | 28e               |
| 135               | Alan Jousseaume (FRA)    | 55e               |
| 136               | Fabien Grellier (FRA)    | 88e               |
| 137               | Mattéo Vercher (FRA)     | 45e               |

| Saint Michel-Mavic-Auber 93 AUB | Saint Michel-Mavic-Auber 93 AUB | Saint Michel-Mavic-Auber 93 AUB |
| ------------------------------- | ------------------------------- | ------------------------------- |
| Num                             | Coureur                         | Pos                             |
| 141                             | Romain Cardis (FRA)             | 85e                             |
| 142                             | Joris Delbove (FRA)             | 26e                             |
| 143                             | Alexandre Delettre (FRA)        | 4e                              |
| 144                             | Dillon Corkery (IRL)            | 72e                             |
| 145                             | Morne van Niekerk (RSA)         | 58e                             |
| 146                             | Théo Delacroix (FRA)            | 56e                             |
| 147                             | Nicolas Breuillard (FRA)        | 33e                             |

| CIC U Nantes Atlantique UCN | CIC U Nantes Atlantique UCN | CIC U Nantes Atlantique UCN |
| --------------------------- | --------------------------- | --------------------------- |
| Num                         | Coureur                     | Pos                         |
| 151                         | Clément Braz Afonso (FRA)   | 13e                         |
| 152                         | Artus Jaladeau (FRA)        | 57e                         |
| 153                         | Pierre-Henry Basset (FRA)   | 80e                         |
| 154                         | Léo Danès (FRA)             | 70e                         |
| 155                         | Maël Guégan (FRA)           | 81e                         |
| 156                         | Robin Plamondon (CAN)       | 43e                         |
| 157                         | Matisse Julien (CAN)        | 75e                         |